# Loubejac
Pour les articles homonymes, voir Loubejac (homonymie).
Loubéjac redirige ici.
Loubejac (nom officiel) ou Loubéjac (nom local) est une commune française située dans le département de la Dordogne, en région Nouvelle-Aquitaine.

## Géographie

### Généralités
Dans le quart sud-est du département de la Dordogne, en Périgord noir, Loubejac est la commune la plus méridionale de la Dordogne, aux confins des départements du Lot et de Lot-et-Garonne. Pour exemples, Loubejac est à la latitude de Figeac ou de La Réole. Elle est bordée à l'ouest par la Lémance et à l'est par son affluent le Tourtillou.
À proximité de la route départementale 58, le petit bourg de Loubejac est situé, en distances orthodromiques, quatre kilomètres au sud-sud-est de la bastide de Villefranche-du-Périgord et sept kilomètres à l'est de Sauveterre-la-Lémance ; les villes les plus proches sont Gourdon à 27 km, et Cahors à 32 km.
Les principaux accès à la commune s'effectuent par la route départementale (RD) 710 à l'ouest et par la RD 660 au nord (sur la commune de Villefranche-du-Périgord.

### Communes limitrophes
Loubejac est limitrophe de sept autres communes dont une dans le département de Lot-et-Garonne et trois dans le Lot.
| Lavaur                                 | Saint-Cernin-de-l'Herm | Villefranche-du-Périgord  |
|                                        | Loubejac               | Frayssinet-le-Gélat (Lot) |
| Sauveterre-la-Lémance (Lot-et-Garonne) | Montcabrier (Lot)      | Cassagnes (Lot)           |

### Géologie et relief

#### Géologie
Situé sur la plaque nord du Bassin aquitain et bordé à son extrémité nord-est par une frange du Massif central, le département de la Dordogne présente une grande diversité géologique. Les terrains sont disposés en profondeur en strates régulières, témoins d'une sédimentation sur cette ancienne plate-forme marine. Le département peut ainsi être découpé sur le plan géologique en quatre gradins différenciés selon leur âge géologique. Loubejac est située dans le troisième gradin à partir du nord-est, un plateau formé de calcaires hétérogènes du Crétacé.
Les couches affleurantes sur le territoire communal sont constituées de formations superficielles du Quaternaire et de roches sédimentaires datant pour certaines du Cénozoïque, et pour d'autres du Mésozoïque. La formation la plus ancienne, notée c3(1), date du Coniacien indifférencié, composée de marnes et calcaires argileux grisâtres à la base puis calcaires bioclastiques gréseux. La formation la plus récente, notée CFvs, fait partie des formations superficielles de type colluvions carbonatées de vallons secs : sable limoneux à débris calcaires et argile sableuse à débris. Le descriptif de ces couches est détaillé dans  les feuilles « no 855 - Fumel » et « no 856 - Puy-l'Évêque » de la carte géologique au 1/50 000 de la France métropolitaine, et leurs notices associées,.

Carte géologique de Loubejac.

#### Relief et paysages
Le département de la Dordogne se présente comme un vaste plateau incliné du nord-est (491 m, à la forêt de Vieillecour dans le Nontronnais, à Saint-Pierre-de-Frugie) au sud-ouest (2 m à Lamothe-Montravel). L'altitude du territoire communal varie quant à elle entre 135 m et 287 m,.
Dans le cadre de la Convention européenne du paysage entrée en vigueur en France le 1er juillet 2006, renforcée par la loi du 8 août 2016 pour la reconquête de la biodiversité, de la nature et des paysages, un atlas des paysages de la Dordogne a été élaboré sous maîtrise d’ouvrage de l’État et publié en octobre 2020. Les paysages du département s'organisent en huit unités paysagères et 14 sous-unités. La commune fait partie du Périgord noir, un paysage vallonné et forestier, qui ne s’ouvre que ponctuellement autour de vallées-couloirs et d’une multitude de clairières de toutes tailles. Il s'étend du nord de la Vézère au sud de la Dordogne (en amont de Lalinde) et est riche d’un patrimoine exceptionnel.
La superficie cadastrale de la commune publiée par l'Insee, qui sert de référence dans toutes les statistiques, est de 18,55 km2,,. La superficie géographique, issue de la BD Topo, composante du Référentiel à grande échelle produit par l'IGN, est quant à elle de 19,03 km2.

### Hydrographie

Réseaux hydrographique et routier de Loubejac.

La commune est située dans le bassin de la Garonne au sein du Bassin Adour-Garonne. Elle est drainée par la Lémance, le Sendroux, le Tourtillou, le ruisseau des Griffouillères et par divers petits cours d'eau, qui constituent un réseau hydrographique de 18 km de longueur totale,.
La Lémance, d'une longueur totale de 34,53 km, prend sa source dans la commune de Prats-du-Périgord et se jette en rive droite du Lot en Lot-et-Garonne, en limite de Fumel et Monsempron-Libos, face à Saint-Vite,. Elle borde la commune sur quatre kilomètres et demi au nord-ouest, face à Lavaur et Saint-Cernin-de-l'Herm.
Trois de ses affluents de rive gauche arrosent le territoire communal :
- le Tourtillou sert de limite naturelle sur quatre kilomètres, au nord-est et à l'est, en deux tronçons, face à Villefranche-du-Périgord ;
- le ruisseau des Griffouillères prend sa source au nord du lieu-dit les Granges et baigne la commune sur plus de trois kilomètres et demi ;
- le Sendroux prend sa source 550 mètres au sud-ouest du bourg et arrose le sud du territoire communal sur plus de 500 mètres.

### Climat
Pour des articles plus généraux, voir Climat de la Nouvelle-Aquitaine et Climat de la Dordogne.
Historiquement, la commune est exposée à un climat océanique aquitain.  
En 2020, Météo-France publie une typologie des climats de la France métropolitaine dans laquelle la commune est exposée à un climat océanique altéré et est dans la région climatique  Aquitaine, Gascogne, caractérisée par une pluviométrie abondante au printemps, modérée en automne, un faible ensoleillement au printemps, un été chaud (19,5 °C), des vents faibles, des brouillards fréquents en automne et en hiver et des orages fréquents en été (15 à 20 jours).
Pour la période 1971-2000, la température annuelle moyenne est de 12,4 °C, avec  une amplitude thermique annuelle de 15,4 °C. Le cumul annuel moyen de précipitations est de 926 mm, avec 11,4 jours de précipitations en janvier et 6,7 jours en juillet. Pour la période 1991-2020, la température moyenne annuelle observée sur la station météorologique la plus proche, située sur la commune d'Anglars-Juillac à 15 km à vol d'oiseau, est de 13,5 °C et le cumul annuel moyen de précipitations est de 822,6 mm,. Pour l'avenir, les paramètres climatiques de la commune estimés pour 2050 selon différents scénarios d’émission de gaz à effet de serre sont consultables sur un site dédié publié par Météo-France en novembre 2022.

## Urbanisme

### Typologie
Au 1er janvier 2024, Loubejac est catégorisée commune rurale à habitat très dispersé, selon la nouvelle grille communale de densité à 7 niveaux définie par l'Insee en 2022.
Elle est située hors unité urbaine et hors attraction des villes,.

### Occupation des sols
L'occupation des sols de la commune, telle qu'elle ressort de la base de données européenne d’occupation biophysique des sols Corine Land Cover (CLC), est marquée par l'importance des forêts et milieux semi-naturels (58 % en 2018), une proportion sensiblement équivalente à celle de 1990 (57,3 %). La répartition détaillée en 2018 est la suivante : 
forêts (58 %), zones agricoles hétérogènes (26,1 %), prairies (15,9 %). L'évolution de l’occupation des sols de la commune et de ses infrastructures peut être observée sur les différentes représentations cartographiques du territoire : la carte de Cassini (XVIIIe siècle), la carte d'état-major (1820-1866) et les cartes ou photos aériennes de l'IGN pour la période actuelle (1950 à aujourd'hui).

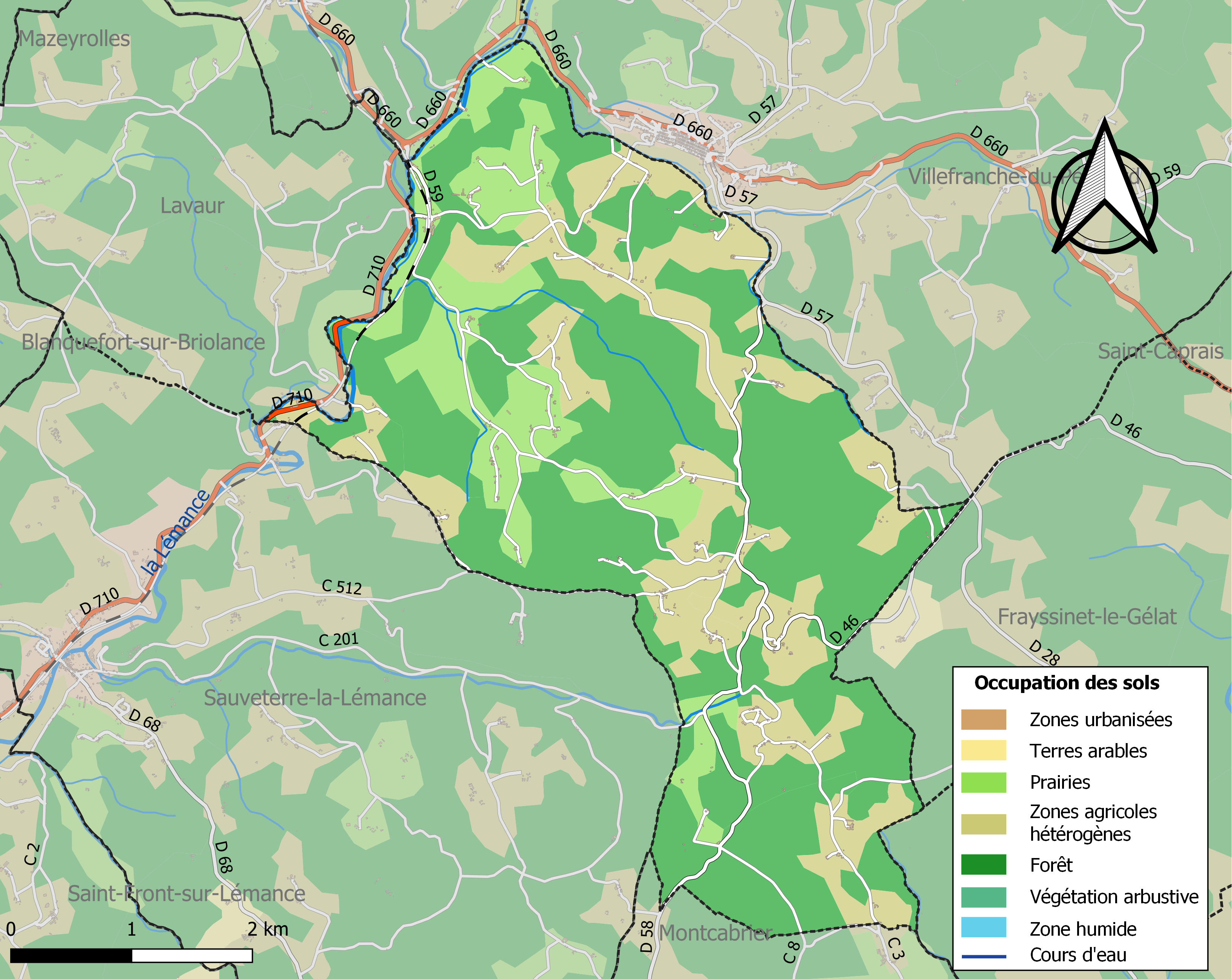
Carte des infrastructures et de l'occupation des sols de la commune en 2018 (CLC).

### Prévention des risques
Le territoire de la commune de Loubejac est vulnérable à différents aléas naturels : météorologiques (tempête, orage, neige, grand froid, canicule ou sécheresse), feux de forêts, mouvements de terrains et séisme (sismicité très faible). Un site publié par le BRGM permet d'évaluer simplement et rapidement les risques d'un bien localisé soit par son adresse soit par le numéro de sa parcelle.
Loubejac est exposée au risque de feu de forêt. L’arrêté préfectoral du 14 mars 2013 fixe les conditions de pratique des incinérations et de brûlage dans un objectif de réduire le risque de départs d’incendie. À ce titre, des périodes sont déterminées : interdiction totale du 15 février au 15 mai et du 15 juin au 15 octobre, utilisation réglementée du 16 mai au 14 juin et du 16 octobre au 14 février. En septembre 2020, un plan inter-départemental de protection des forêts contre les incendies (PidPFCI) a été adopté pour la période 2019-2029,.

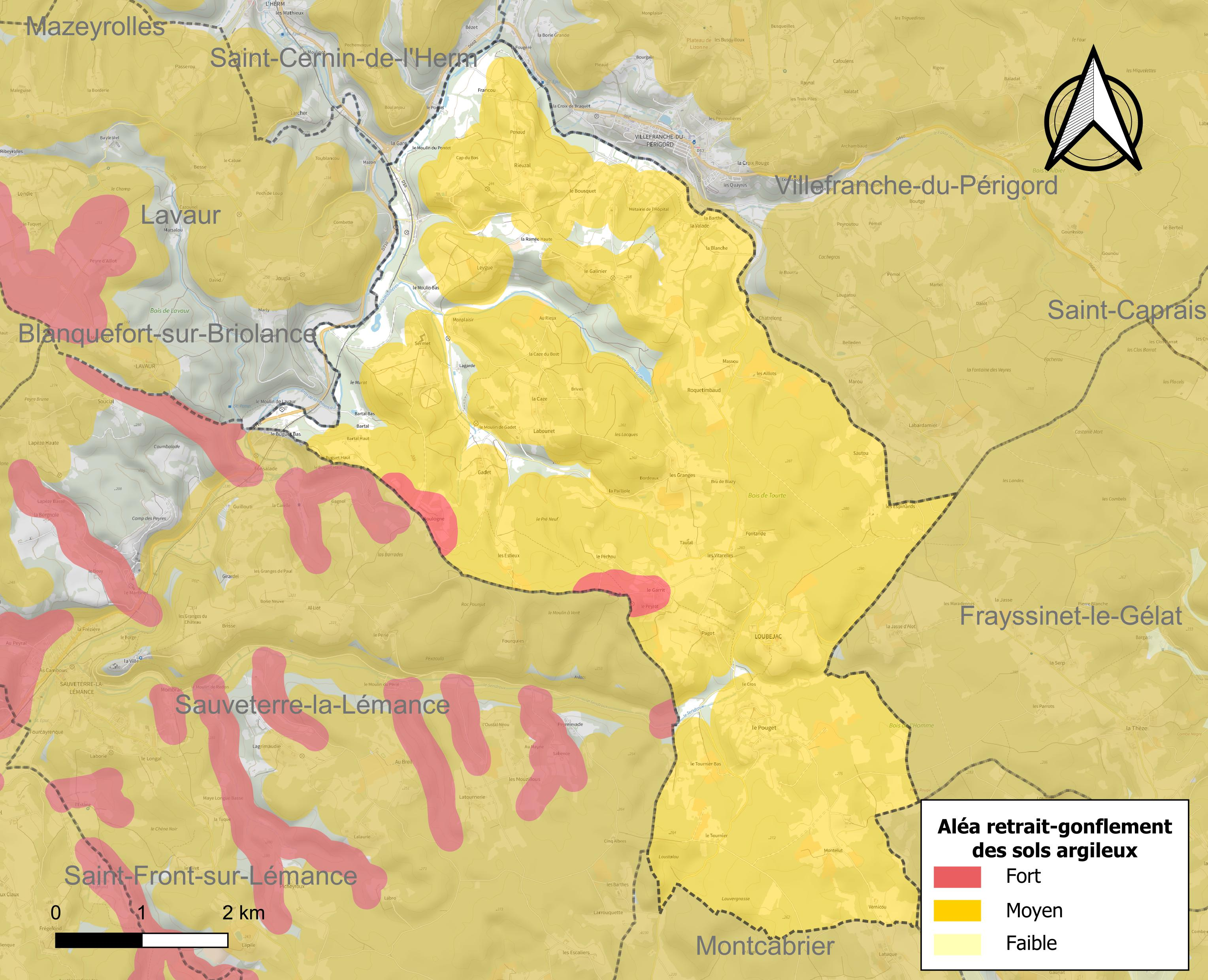
Carte des zones d'aléa retrait-gonflement des sols argileux de Loubejac.

Les mouvements de terrains susceptibles de se produire sur la commune sont des tassements différentiels. Le retrait-gonflement des sols argileux est susceptible d'engendrer des dommages importants aux bâtiments en cas d’alternance de périodes de sécheresse et de pluie. 88 % de la superficie communale est en aléa moyen ou fort (58,6 % au niveau départemental et 48,5 % au niveau national métropolitain). Depuis le 1er octobre 2020, en application de la loi ÉLAN, différentes contraintes s'imposent aux vendeurs, maîtres d'ouvrages ou constructeurs de biens situés dans une zone classée en aléa moyen ou fort,.
La commune a été reconnue en état de catastrophe naturelle au titre des dommages causés par les inondations et coulées de boue survenues en 1982, 1996 et 1999, par la sécheresse en 2011 et par des mouvements de terrain en 1999.

## Toponymie
Le nom officiel de la commune est Loubejac, même si localement il s'écrit Loubéjac (panneau d'entrée d'agglomération).
En occitan, la commune porte le nom de Lobejac.

## Politique et administration

### Administration municipale
La population de la commune étant comprise entre 100 et 499 habitants au recensement de 2017, onze conseillers municipaux ont été élus en 2020,.

### Liste des maires
| Période                                  | Période  | Identité        | Étiquette | Qualité                        |
| ---------------------------------------- | -------- | --------------- | --------- | ------------------------------ |
| Les données manquantes sont à compléter. |          |                 |           |                                |
|                                          |          |                 |           |                                |
| 1977                                     | 1983     | Henri Sicard    | UNR       | Ancien député                  |
|                                          |          |                 |           |                                |
| 1995                                     | 2001     | Jean Castagné   |           | Exploitant de scierie retraité |
| mars 2001 (réélu en mai 2020)            | En cours | Alain Calmeille | DVG       | Agriculteur                    |

## Équipements et services publics

### Justice
Dans le domaine judiciaire, Loubejac relève : 
- du tribunal de proximité de Sarlat-la-Canéda ;
- du tribunal judiciaire, du tribunal pour enfants, du conseil de prud'hommes et du tribunal de commerce de Bergerac ;
- du pôle Nationalité du tribunal judiciaire de Périgueux (compétent uniquement dans le domaine de la nationalité) ;
- de la cour d'appel et de la  cour administrative d'appel de Bordeaux.

## Population et société

### Démographie
L'évolution du nombre d'habitants est connue à travers les recensements de la population effectués dans la commune depuis 1793. Pour les communes de moins de 10 000 habitants, une enquête de recensement portant sur toute la population est réalisée tous les cinq ans, les populations de référence des années intermédiaires étant quant à elles estimées par interpolation ou extrapolation. Pour la commune, le premier recensement exhaustif entrant dans le cadre du nouveau dispositif a été réalisé en 2006.

En 2022, la commune comptait 256 habitants, en évolution de −4,83 % par rapport à 2016 (Dordogne : +0,37 %, France hors Mayotte : +2,11 %).
| 1793 | 1800 | 1806 | 1821 | 1831 | 1836 | 1841 | 1846 | 1851 |
| ---- | ---- | ---- | ---- | ---- | ---- | ---- | ---- | ---- |
| 674  | 651  | 707  | 669  | 751  | 825  | 875  | 952  | 958  |

| 1856 | 1861 | 1866 | 1872 | 1876 | 1881 | 1886 | 1891 | 1896 |
| ---- | ---- | ---- | ---- | ---- | ---- | ---- | ---- | ---- |
| 955  | 960  | 870  | 746  | 725  | 705  | 710  | 680  | 670  |

| 1901 | 1906 | 1911 | 1921 | 1926 | 1931 | 1936 | 1946 | 1954 |
| ---- | ---- | ---- | ---- | ---- | ---- | ---- | ---- | ---- |
| 636  | 608  | 555  | 527  | 549  | 509  | 455  | 435  | 354  |

| 1962 | 1968 | 1975 | 1982 | 1990 | 1999 | 2006 | 2011 | 2016 |
| ---- | ---- | ---- | ---- | ---- | ---- | ---- | ---- | ---- |
| 349  | 283  | 280  | 253  | 234  | 233  | 249  | 269  | 269  |

| 2021 | 2022 | - | - | - | - | - | - | - |
| ---- | ---- | - | - | - | - | - | - | - |
| 258  | 256  | - | - | - | - | - | - | - |

### Manifestations culturelles et festivités
- Fête votive sur un week-end début août[46].

## Économie

### Emploi
En 2015, parmi la population communale comprise entre 15 et 64 ans, les actifs représentent 110 personnes, soit 40,4 % de la population municipale. Le nombre de chômeurs (dix) a diminué par rapport à 2010 (seize) et le taux de chômage de cette population active s'établit à 9,2 %.

### Établissements
Au 31 décembre 2015, la commune compte quarante-six établissements, dont dix-neuf au niveau des commerces, transports ou services, dix-neuf dans l'agriculture, la sylviculture ou la pêche, quatre dans la construction, trois dans l'industrie, et un relatif au secteur administratif.

## Culture locale et patrimoine

### Lieux et monuments

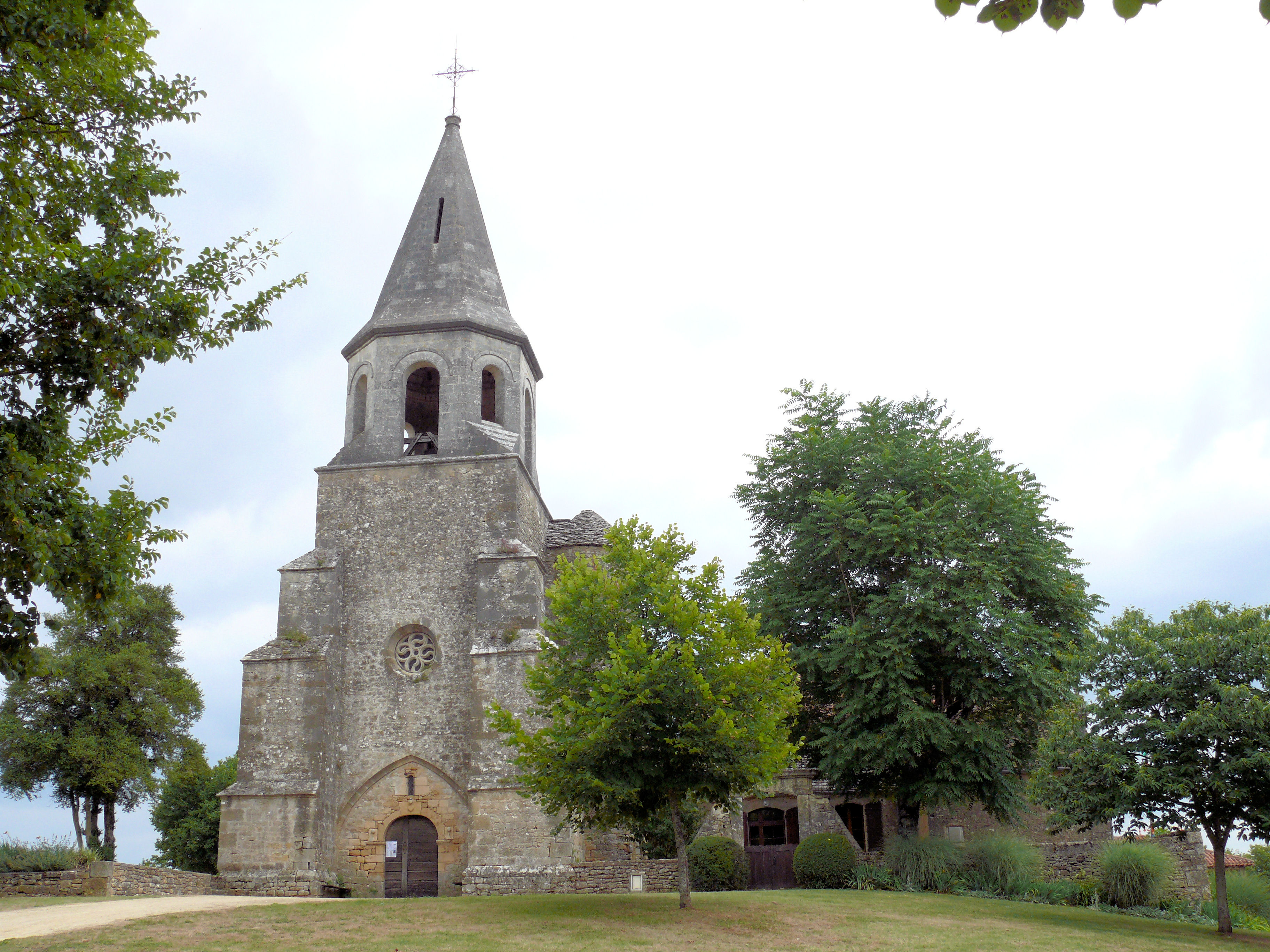
L'église Saint-Pierre-ès-Liens.

- Église Saint-Pierre-ès-Liens, inscrite au titre des monuments historiques en 1948[50].
- Château de Sermet, XIIIe siècle XVIIe siècle, édifié par les templiers.

### Personnalités liées à la commune
- Henri Sicard (1914-1992), député de la Dordogne entre 1958 et 1962, a été maire de Loubejac de 1977 à 1983[51].

## Pour approfondir